# Eliminatoria a doble partido
En los deportes (especialmente fútbol), una eliminatoria a doble partido, también llamada eliminatoria de ida y vuelta, es un enfrentamiento entre dos equipos en dos partidos, donde cada equipo jugará como local en un partido. El equipo vencedor se determina mediante el resultado y los goles marcados en el conjunto de ambos partidos y, en caso de igualdad, es declarado vencedor aquel que haya marcado mayor número de goles en el conjunto de los dos partidos. De persistir la igualdad, es declarado vencedor aquel que marcó más goles como visitante y, de no resolverse aun así el empate, se disputa una prórroga y, si procede, se efectúan lanzamientos desde el punto de tiro penal. 
No obstante, excepcionalmente en algunas competiciones, una eliminatoria es considerada como empatada si cada equipo gana un partido, independientemente del global de los dos partidos.

## Ejemplos

### Ejemplo 1
- Ida: Equipo A 2-1 Equipo B
- Vuelta: Equipo B 0-0 Equipo A

El equipo A ha sumado 4 puntos en el total de los partidos, por 1 punto del equipo B, por lo que el equipo A es el vencedor.

### Ejemplo 2
- Ida: Equipo A 4–1 Equipo B
- Vuelta: Equipo B 2–1 Equipo A

Tanto el equipo A como el B han conseguido tres puntos, por lo que hay empate. Se declara vencedor al equipo A porque ha conseguido en el conjunto de los dos partidos 5 goles, por 3 del equipo B.

### Ejemplo 3
- Ida: Equipo A 0-1 Equipo B
- Vuelta: Equipo B 1-2 Equipo A

Tanto el equipo A como el B han conseguido el mismo número de goles (2). Se declara vencedor al equipo A porque ha marcado más goles como visitante (2) que el equipo B (1).

### Ejemplo 4
- Ida: Equipo A 0-0 Equipo B
- Vuelta: Equipo B 0-0 Equipo A

Como los equipos A y B empatan a todo, no puede deshacerse el empate y tiene que disputarse un tiempo suplementario.

## Uso
En el fútbol, este sistema es usado en las fases finales de muchos torneos internacionales de clubes, incluyendo la Liga de Campeones de la UEFA y la Copa Libertadores; en muchas competiciones de copas nacionales, como la Copa Italia y la Copa del Rey; en los playoffs de ligas nacionales, como la Segunda División de España o en la MLS americana; y empleado en los playoffs de selecciones en algunos torneos clasificatorios, como la Clasificación para la Copa Mundial de Fútbol.
En baloncesto, las principales competiciones europeas de clubes, la Euroliga, la Eurocup, la Liga de Campeones de Baloncesto y la Copa Europea de la FIBA usan eliminatorias a doble partido en las rondas clasificatorias para determinar que club avanza a la siguiente fase de la competición.
En rugby, este sistema es empleado en las fases clasificatorias de la Copa del Mundo de Rugby.
En hockey sobre hielo, la National Hockey League lo utilizó en los primeros años de los playoffs. Se aplicó a todos los playoffs desde 1918 a 1926, y las primeras rondas
hasta 1937, cuando se cambió al mejor de n series.
En fútbol gaélico, la eliminatoria a doble partido se usó durante cinco temporadas en la Liga Nacional de Fútbol, la última en la temporada 1988-89.

## Desempate
Si el resultado global está empatado después de los dos partidos, hay varios métodos que se pueden usar para romper el desempate. Bajo la regla del gol de visitante, el equipo que haya marcado más goles como visitante es el vencedor. Si los goles como visitante son iguales, o no se tienen en cuenta, entonces el desempate puede efectuarse mediante prórroga o tanda de penaltis. Una repetición, como encuentro de vuelta o en un campo neutral, fueron usados formalmente en las competiciones Europeas de clubes. En los playoffs de promoción de la Serie B de Italia o la Segunda División de España (que no necesariamente ocurren en una temporada determinada), en caso de igualdad en el global al final del tiempo reglamentario del segundo partido se disputa una prórroga (no se usan los goles de visitante). Si el empate se mantiene después de la prórroga, el equipo que terminó más alto en la tabla de la liga avanza. En la Liga MX, en la liguilla, de persistir el empate aún con el gol de visitante, el equipo que haya terminado más alto en la tabla general avanza a la siguiente ronda, salvo en la Final, donde no se toma en cuenta esta regla y si hay empate en el marcador global se procede a prórroga, y de ser necesario, a tanda de penaltis hasta que resulte un ganador.

## Ventaja del local del segundo partido
Cada equipo alberga un partido, y no hay una ventaja intencionada de si un equipo juega en casa primero o segundo. Sin embargo, muchos entrenadores y jugadores creen que el equipo que juega en casa para el partido de vuelta tiene una ligera ventaja. La idea es que el equipo que juegue como visitante en el partido de ida pueda ir a lo seguro allí (un empate o incluso una ligera derrota se considera un resultado favorable), y luego "ganar" la eliminatoria en casa en el partido de vuelta.
Un análisis estadístico de aproximadamente 12 000 partidos de las competiciones europeas de clubes entre 1956 y 2007 mostró que alrededor del 53% de los equipos que jugaban en casa en el partido de vuelta ganó la eliminatoria (incluso después de tener en cuenta que el equipo que juega en casa en el partido de vuelta tiende a tener mejor equipo). Sin embargo, este efecto ha disminuido con el tiempo.
En el caso de los playoffs intercontinentales de la Copa Mundial, el equipo que juega el partido de vuelta en casa ha ganado el 61% de las eliminatorias.

## Alternativas
En las competiciones que incluyen eliminatorias, las alternativas a este tipo de enfrentamiento podrían ser:
- Eliminatoria a un solo partido:
  - Donde un equipo tiene ventaja de local, como en todas las rondas de la FA Cup, excepto en las semifinales y finales. Cuando es necesaria una repetición, puede jugarse en el campo del equipo contrario. Las eliminatorias a doble partido se consideran más justos, ya que no le dan ventaja al equipo local; por el contrario, en la National Football League, la ventaja de jugar en casa es una recompensa por ser el mejor cabeza de serie o, en la ronda inicial del campeonato, ganar la división.
  - O jugado en un lugar neutral, como en el partido final de muchos torneos, por ejemplo: la final de la Liga de Campeones de la UEFA, la final de la Copa del Rey, las semifinales y finales de la FA Cup o la Super Bowl de la NFL. Los lugares neutrales pueden ser un inconveniente para los aficionados de un equipo por los costes de desplazamiento a otra ciudad, y se suma el precio que es más altos por tratarse de un importante partido. Un campeonato en un sitio neutral a menudo atrae a una multitud de una naturaleza muy diferente a la multitud en una temporada regular concurso. Si se elige el lugar antes de que comience la competición, es posible que el equipo que ceda el estadio para la final, llegue a ella: un ejemplo es la final de la Copa de Europa de 1984, donde el Liverpool FC se enfrentó contra la AS Roma en el Estadio Olímpico de Roma, estadio de la Roma (a pesar de esto, la Roma jugó como el equipo visitante en este partido).
- Mejor de n series: donde el equipo con más victorias gana la serie. Estos son comunes en las principales ligas deportivas canadienses y estadounidenses; las series son al mejor de 3, 5 o 7 partidos. Dichas series suelen estar estructuradas alternando lugares de inicio para que el equipo mejor clasificado pueda jugar más partidos en su estadio (si es necesario). Por ejemplo: en las Finales de la NBA de 2013, Miami Heat venció por 4–3 a San Antonio Spurs llegando al séptimo partido, como Miami tenía mejores registros en la temporada regular, dicho partido se jugó en su estadio resultando clave para que venciese en la eliminatoria.